# Ganymedes 11
Ganymedes 11 is een sciencefictionverhalenbundel uit 1989 uitgegeven door uitgeverij Diram uit Puurs, samengesteld door Alfons J. Maes.

## Achtergrond
De eerste tien delen van de Ganymedes-reeks werden tussen 1976 en 1986 uitgegeven door A.W. Bruna Uitgevers. Het elfde en laatste deel volgde drie jaar later maar door de dalende belangstelling voor SF, was Bruna ermee gestopt. De verhalen werden uitgekozen door Vincent van der Linden.

## Korte verhalen
1. Vincent van der Linden: Op vakantie in een leunstoel (inleiding)
2. Jannelies Smit & Paul Harland: Hartelijk dank voor de paars gestippelde das
3. Paul Evenblij: De man met de hoorn
4. Peter Cuijpers: Het wachten op de eeuwige jachtvelden
5. Didier Rypens: Teeka
6. Jan J.B. Kuipers: Jericho
7. Thomas Wintner: De winnaar
8. Martin Vesseur: Kleine voetstappen in warm zand
9. Eddy C. Bertin: Marcia M. Mercedes en haat schaduw op het echostrand
10. Gerben Hellinga jr.: De kortste verbinding
11. Anthony de Ridder: Twee ogen zo rood
12. Jay Hill: Paard slaat dame
13. Pim Cuijpers: Verdomde wereld
14. Tais Teng: Hoe elegant strompelen onze steden